# Голмс (округ, Флорида)
Шаблон:StateAbbr_ 30°52′ пн. ш. 85°49′ зх. д. / 30.87° пн. ш. 85.81° зх. д.
Округ Голмс (англ. Holmes County) — округ (графство) у штаті Флорида, США. Ідентифікатор округу 12059.

## Історія
Округ утворений 1848 року.

## Демографія
За даними перепису 2000 року загальне населення округу становило 18564 осіб, зокрема міського населення було 3925, а сільського — 14639. Серед мешканців округу чоловіків було 9846, а жінок — 8718. В окрузі було 6921 домогосподарство, 4893 родин, які мешкали в 7998 будинках. Середній розмір родини становив 2,92.
Віковий розподіл населення поданий у таблиці:
| Стать    | До 15 років | 15-21 | 22-29 | 30-39 | 40-49 | 50-65 | 65-85 | Понад 85 |
| -------- | ----------- | ----- | ----- | ----- | ----- | ----- | ----- | -------- |
| Чоловіки | 1813        | 960   | 1274  | 1665  | 1352  | 1628  | 1053  | 101      |
| Жінки    | 1675        | 756   | 720   | 1179  | 1167  | 1626  | 1325  | 270      |

## Суміжні округи
- Женіва, Алабама — північ
- Джексон — схід
- Вашингтон — південь
- Волтон — захід